# MTV Video Music Award a legjobb vágásért
Az MTV Video Music Award a legjobb vágásért egyike annak a díjnak, melyet az első MTV Video Music Awards-díjátadó óta átadnak. A kategória legnagyobb győztesei a kétszer díjazott Peter Gabriel, R.E.M., Madonna, The White Stripes és Gnarls Barkley. Utóbbi kettő egymást követő éveken vehette át a díjat.
| Év   | Előadó              | Videó                            | Vágó(k)                            |
| ---- | ------------------- | -------------------------------- | ---------------------------------- |
| 1984 | Herbie Hancock      | Rockit                           | Roo Aiken és Godley & Creme        |
| 1985 | The Art of Noise    | Close (to the Edit)              | Zbigniew Rybczyński                |
| 1986 | a-ha                | The Sun Always Shines on T.V.    | David Yardley                      |
| 1987 | Peter Gabriel       | Sledgehammer                     | Stephen R. Johnson és Colin Green  |
| 1988 | INXS                | Need You Tonight/Mediate         | Richard Lowenstein                 |
| 1989 | Paula Abdul         | Straight Up                      | Jim Haygood                        |
| 1990 | Madonna             | Vogue                            | Jim Haygood                        |
| 1991 | R.E.M.              | Losing My Religion               | Robert Duffy                       |
| 1992 | Van Halen           | Right Now                        | Mitchell Sinoway                   |
| 1993 | Peter Gabriel       | Steam                            | Douglas Janes                      |
| 1994 | R.E.M.              | Everybody Hurts                  | Pat Sheffield                      |
| 1995 | Weezer              | Buddy Holly                      | Eric Zumbrunnen                    |
| 1996 | Alanis Morissette   | Ironic                           | Scott Grey                         |
| 1997 | Beck                | Devils Haircut                   | Hank Corwin                        |
| 1998 | Madonna             | Ray of Light                     | Jonas Åkerlund                     |
| 1999 | KoЯn                | Freak on a Leash                 | Haines Hall és Michael Sachs       |
| 2000 | Aimee Mann          | Save Me                          | Dylan Tichenor                     |
| 2001 | Fatboy Slim         | Weapon of Choice                 | Eric Zumbrunnen                    |
| 2002 | The White Stripes   | Fell in Love with a Girl         | Mikros & Duran                     |
| 2003 | The White Stripes   | Seven Nation Army                | Olivier Gajan                      |
| 2004 | Jay-Z               | 99 Problems                      | Robert Duffy                       |
| 2005 | Green Day           | Boulevard of Broken Dreams       | Tim Royes                          |
| 2006 | Gnarls Barkley      | Crazy                            | Ken Mowe                           |
| 2007 | Gnarls Barkley      | Smiley Faces                     | Ken Mowe                           |
| 2008 | Death Cab for Cutie | I Will Possess Your Heart        | Aaron Stewart-Ahn és Jeff Buchanan |
| 2009 | Beyoncé             | Single Ladies (Put a Ring on It) | Jarrett Fijal                      |
| 2010 | Lady Gaga           | Bad Romance                      | Jarrett Fijal                      |
| 2011 | Adele               | Rolling in the Deep              | Art Jones at Work                  |
| 2012 | Beyoncé             | Countdown                        | Alexander Hammer és Jeremiah Shuff |
| 2013 | Justin Timberlake   | Mirrors                          | Jarrett Fijal at Bonch LA          |
| 2014 | Eminem              | Rap God                          | Ken Mowe                           |